# Samuel Bagge
Pour les articles homonymes, voir Bagge.
Samuel Bagge (né le 5 avril 1774 à Göteborg, mort le 30 juin 1814) est un ingénieur suédois connu pour avoir construit le système de Kjerraten i Åsa de 1804 à 1809.
Il a participé à la création du canal Göta et du canal de Trollhättan. Anobli le 25 janvier 1814, il se noie quelques mois plus tard dans le lac Vättern.
Un « Festival Samuel Bagge » se tient à Ringerike chaque mois d'août.